# Jacques L'Aumonier
Jacques L'Aumonier, marquis de Varenne (né en 1641 Faux près de Reims et mort le 2 décembre 1717 à Berlin) est un lieutenant général prussien, chef du régiment « Varenne à pied » et gouverneur de la forteresse de Peitz (de).

## Biographie

### Famille
Il est issu d'une famille importante. Ses parents sont le lieutenant général français Jacques de Varennes et son épouse Marthe du Fay.

### Carrière militaire
Le roi de France Louis XIV est son parrain et il est nommé capitaine de compagnie dès le berceau. En 1685, il est promu lieutenant-colonel. Mais lorsque l'édit de Nantes est abrogé, il doit quitter la France et se rend d'abord à Francfort-sur-le-Main avec d'autres officiers, dont son fils. Là, il est accepté comme colonel dans l'armée de l'électeur Frédéric-Guillaume. Il arrive donc à Berlin en mars 1686 et reçoit l'ordre de constituer un régiment de 16 compagnies composé d'immigrés français.
Bientôt, il réunit huit compagnies de 50 hommes chacune à Soest. Ils forment le 1er bataillon du régiment. Bientôt, huit autres compagnies sont recrutées et forment la 2e bataillon. Il y a aussi une compagnie de cadets. C'est ainsi que dans son régiment de « Varenne à pied », non seulement les officiers sont des réfugiés français, mais aussi la quasi-totalité des simples soldats. Lorsque l'électeur Frédéric-Guillaume est enterré le 12 septembre 1688, le marquis Varenne est le porte-étendard du duché de Prusse. Le successeur de l'électeur Frédéric Ier le nomme général de division en 1690.
En 1701, le régiment entre au service des Pays-Bas. Il combat en Flandre. Le 31 mars 1703, il est promu lieutenant général et combat à Höchstädt . En 1705, il demande la permission d'entrer au service vénitien, mais celle-ci est refusée par l'électeur. Le régiment sait se distinguer lors de la sanglante bataille de Malplaquet . En 1715, il abandonne son régiment pour des raisons d'âge et devient gouverneur de la forteresse de Peitz. Il meurt à Berlin en 1717.

### Famille
Il se marie plusieurs fois. Sa première épouse est Anna-Henriette d'Orthe, qu'il épouse le 27 avril 1665. Il a plusieurs enfants avec elle et divorce de manière sensationnelle vers 1693. Il est ensuite marié avec Maria Isabelle von Vehlen (née le 24 janvier 1660), mais le mariage n'est pas reconnu. Le couple a un fils et plusieurs filles, dont :
- Friedrich Wilhelm (de) (1698-1744) marié en 1721 avec Sabine Luise von Rochow (de) (1699-1756)